# Glossogobius torrentis
Glossogobius torrentis är en fiskart som beskrevs av Douglass Fielding Hoese och Allen, 1990. Glossogobius torrentis ingår i släktet Glossogobius och familjen smörbultsfiskar. Inga underarter finns listade i Catalogue of Life.